# Porta Alpina
Pour les articles homonymes, voir Alpina.
La Porta Alpina était le nom d'un projet de gare ferroviaire au cœur de la montagne au milieu du tunnel de base du Saint-Gothard.

## Description du projet
Cette gare souterraine aurait été reliée à la surface par un ascenseur de 800 mètres de hauteur débouchant à Sedrun dans le canton des Grisons. Sedrun est déjà l'un des trois points d'attaque intermédiaires du tunnel et aurait été transformé à la fin des travaux en gare. Les habitants des Grisons avaient accepté le projet lors d'une votation populaire.
Tout d'abord soutenu par le gouvernement fédéral, le projet ne sera financièrement pas soutenu par la Confédération, forçant ainsi le gouvernement des Grisons à y renoncer le 13 septembre 2007.

## Arguments
Le principal argument avancé en faveur de ce projet, était de réduire de moitié le temps de parcours en transports publics entre les villes de Zurich, Lucerne, Lugano et Milan avec Sedrun, permettant ainsi de dynamiser l'activité touristique de la région. Les arguments négatifs concernaient son coût (environ 50 millions de francs suisses, soit environ 33 millions d'euros) ainsi que les problèmes liés à l'arrêt des trains (pas de dédoublement des voies pour la gare) qui aurait diminué la capacité du tunnel.

## Sources
1. ↑  (de) [PDF] « Brochure sur le projet » (consulté le 13 septembre 2007)
2. ↑  « Soutien du Conseil fédéral au projet » (consulté le 13 septembre 2007)
3. ↑  tsr.ch, « Porta Alpina enterrée par les Grisons » (consulté le 13 septembre 2007)